# Resolutie 1202 Veiligheidsraad Verenigde Naties
Resolutie 1202 van de Veiligheidsraad van de Verenigde Naties werd unaniem door de VN-Veiligheidsraad aangenomen op 15 oktober 1998. De resolutie verlengde de MONUA-waarnemingsmissie in Angola met anderhalve maand.

## Achtergrond
Nadat Angola in 1975 onafhankelijk was geworden van Portugal keerden de verschillende onafhankelijkheidsbewegingen zich tegen elkaar om de macht. Onder meer Zuid-Afrika en Cuba bemoeiden zich in de burgeroorlog, tot ze zich in 1988 terugtrokken. De VN-missie UNAVEM I zag toe op het vertrek van de Cubanen. Een staakt-het-vuren volgde in 1990, en hiervoor werd de UNAVEM II-missie gestuurd. In 1991 werden akkoorden gesloten om democratische verkiezingen te houden die eveneens door UNAVEM II zouden worden waargenomen.

## Inhoud

### Waarnemingen
Het vredesakkoord, het Lusaka-Protocol en de VN-resoluties moesten de basis van het vredesproces vormen. De internationale gemeenschap, en vooral zij die invloed op UNITA, was opgeroepen de rebellenbeweging aan te zetten dringend het pad van de vrede en verzoening te bewandelen.

### Handelingen
Omdat UNITA niet voldeed aan haar verplichtingen volgens het vredesakkoord zat het vredesproces vast. Er werd geëist dat UNITA zich onmiddellijk terugtrok uit de gebieden die ze opnieuw had bezet. Een militaire oplossing van het conflict kon niet.
De Veiligheidsraad verlengde het mandaat van de MONUA-waarnemers tot 3 december. Gedurende die periode kon gepoogd worden het vredesproces vlot te trekken, en UNITA werd opgeroepen hiervan gebruik te maken om zich om te vormen tot een politieke partij.
Verder moest het wettelijk gezag worden hersteld en de mensenrechten gerespecteerd. De humanitaire situatie was zorgwekkend, er waren nu al 1,3 miljoen ontheemden en hulporganisatie hadden geen toegang tot kwetsbare groepen.
Het comité opgericht met resolutie 864 werd gevraagd rapporten dat de leider van UNITA buiten Angola had gereisd en dat UNITA-troepen buitenlandse opleiding en wapens kregen te onderzoeken. Ten slotte betreurde de Raad nog het neerstorten van een Russisch passagiersvliegtuig en vroeg Angola een grondig onderzoek te voeren naar de oorzaak hiervan.

## Verwante resoluties
- Resolutie 1190 Veiligheidsraad Verenigde Naties
- Resolutie 1195 Veiligheidsraad Verenigde Naties
- Resolutie 1213 Veiligheidsraad Verenigde Naties
- Resolutie 1219 Veiligheidsraad Verenigde Naties

Lijst ·  1147 ·  1148 ·  1149 ·  1150 ·  1151 ·  1152 ·  1153 ·  1154 ·  1155 ·  1156 ·  1157 ·  1158 ·  1159 ·  1160 ·  1161 ·  1162 ·  1163 ·  1164 ·  1165 ·  1166 ·  1167 ·  1168 ·  1169 ·  1170 ·  1171 ·  1172 ·  1173 ·  1174 ·  1175 ·  1176 ·  1177 ·  1178 ·  1179 ·  1180 ·  1181 ·  1182 ·  1183 ·  1184 ·  1185 ·  1186 ·  1187 ·  1188 ·  1189 ·  1190 ·  1191 ·  1192 ·  1193 ·  1194 ·  1195 ·  1196 ·  1197 ·  1198 ·  1199 ·  1200 ·  1201 ·  1202 ·  1203 ·  1204 ·  1205 ·  1206 ·  1207 ·  1208 ·  1209 ·  1210 ·  1211 ·  1212 ·  1213 ·  1214 ·  1215 ·  1216 ·  1217 ·  1218 ·  1219